# Leggadina
Genre
Leggadina est un genre de rongeurs de la sous-famille des Murinés.

## Liste des espèces
Ce genre comprend les espèces suivantes :
- Leggadina forresti (Thomas, 1906)
- Leggadina lakedownensis Watts, 1976